# Rotherham United Football Club 2020-2021
Questa voce raccoglie le informazioni riguardanti il Rotherham United Football Club nelle competizioni ufficiali della stagione 2020-2021.

## Rosa

### Rosa 2020-2021
| N. |                        | Ruolo | Calciatore       |
| -- | ---------------------- | ----- | ---------------- |
| 1  | Svezia (bandiera)      | P     | Viktor Johansson |
| 2  | Inghilterra (bandiera) | D     | Billy Jones      |
| 3  | Inghilterra (bandiera) | D     | Joseph Mattock   |
| 4  | Galles (bandiera)      | C     | Shaun MacDonald  |
| 5  | Inghilterra (bandiera) | C     | Lewis Wing       |
| 6  | Inghilterra (bandiera) | D     | Richard Wood     |
| 8  | Inghilterra (bandiera) | C     | Ben Wiles        |
| 9  | Inghilterra (bandiera) | A     | George Hirst     |
| 10 | Inghilterra (bandiera) | A     | Freddie Ladapo   |
| 11 | Irlanda (bandiera)     | A     | Chiedozie Ogbene |
| 15 | Scozia (bandiera)      | D     | Clark Robertson  |
| 16 | Scozia (bandiera)      | C     | Jamie Lindsay    |
| 17 | Irlanda (bandiera)     | C     | Kieran Sadlier   |
| 18 | Irlanda (bandiera)     | D     | Trevor Clarke    |

| N. |                        | Ruolo | Calciatore        |
| -- | ---------------------- | ----- | ----------------- |
| 19 | Inghilterra (bandiera) | D     | Wes Harding       |
| 20 | Inghilterra (bandiera) | D     | Michael Ihiekwe   |
| 21 | Inghilterra (bandiera) | D     | Angus MacDonald   |
| 22 | Stati Uniti (bandiera) | D     | Matthew Olosunde  |
| 24 | Inghilterra (bandiera) | A     | Michael Smith     |
| 25 | Inghilterra (bandiera) | C     | Matt Crooks       |
| 26 | Inghilterra (bandiera) | C     | Dan Barlaser      |
| 28 | Suriname (bandiera)    | C     | Florian Jozefzoon |
| 30 | Inghilterra (bandiera) | C     | Ryan Giles        |
| 31 | Inghilterra (bandiera) | P     | Josh Vickers      |
| 33 | Irlanda (bandiera)     | D     | Jake Cooper       |
| 34 | Inghilterra (bandiera) | A     | Jacob Gratton     |
| 35 | Inghilterra (bandiera) | D     | Jake Hull         |